# Zelotes namaquus
Zelotes namaquus FitzPatrick, 2007 è un ragno appartenente alla famiglia Gnaphosidae.

## Etimologia
Il nome della specie è un aggettivo che deriva dalla regione desertica sudafricana di rinvenimento degli esemplari: il Namaqualand.

## Caratteristiche
Questa specie appartiene all'humilis group, le cui peculiarità sono: l'embolus del maschio è breve, si origina distalmente ed ha anche una curvatura ventrale come nel laetus group; ne differisce per la forma e l'orientamento dell'apofisi mediana che è più ampia in questo gruppo ed è orientato in posizione centrale.
L'olotipo maschile rinvenuto ha lunghezza totale è di 3,83mm; la lunghezza del cefalotorace è di 1,92mm; e la larghezza è di 1,33mm.

## Distribuzione
La specie è stata reperita nel Sudafrica occidentale: l'olotipo maschile è stato rinvenuto presso Bitterfontein, nella parte della regione del Namaqualand che appartiene alla provincia del Capo Settentrionale.

## Tassonomia
Al 2016 non sono note sottospecie e dal 2007 non sono stati esaminati nuovi esemplari.